# Robert Reid (Autor)

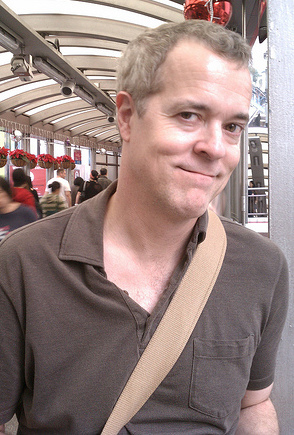
Robert Reid (2012)

Robert Reid (* 2. Oktober 1966 in New York City) ist ein US-amerikanischer Autor und Gründer des Online-Musikdienstes Rhapsody.

## Leben
Reid wuchs in Darien, Connecticut auf. Er studierte Arabisch und Internationale Beziehungen auf der Stanford University, ebenso hat er einen MBA von Harvard. 1994 zog Reid nach Silicon Valley, um für Silicon Graphics zu arbeiten, wobei er die Geschäftsbeziehung zu Netscape betreute. Er ist mit der Technologie-Journalistin Morgan Webb verheiratet.

## Autor
Reid ist der Verfasser von drei Büchern, wobei sein erstes Werk 'Year One' seine Studienzeit in Harvard behandelt. Sein zweites Werk 'Architects of the Web' berichtet vom Aufstieg von Internetfirmen und zugehörigen Akteuren wie Marc Andreessen von Netscape, Jerry Yang von Yahoo und Rob Glaser von RealNetworks. Sein drittes Buch siedelt sich im Science-Fiction-Genre an und behandelt die Musik-Raubkopien-Thematik. 
- Year One: An Intimate Look Inside Harvard Business School. John Wiley & Sons Inc, 1997, ISBN 978-0-471-17187-4 (englisch).
- Architects of the Web. 1000 Days that Built the Future of Business. Heyne Verlag, 2013, ISBN 978-3-453-52991-5 (englisch).
- Galaxy Tunes®. Heyne Verlag, 2013, ISBN 978-3-453-52991-5 (Originaltitel: Year Zero.).
- After On. Del Rey, 2018, ISBN 978-1-5247-9807-9 (englisch).

## Unternehmer
Reid ist der Gründer des Online-Musikunternehmens Listen.com. 2001 startete Listen.com den Musikdienst Rhapsody. 2003 wurde Listen.com von RealNetworks übernommen, wobei Reid Vizepräsident des Unternehmens wurde.
1999 wurde Reid Vorstandsmitglied von IGN, im September 2005 wurde die Firma an News Corp verkauft.

## Zitate
„[The first MP3 player] was a big Christmas hit, because what little hoodlum wouldn't want a million and a half bucks-worth of stolen goods in his pocket?“